# Lotte Grauballe
Lotte Grauballe (født 10. juni 1966, død 9. juli 2015) var en  dansk journalist.  
Lotte Grauballe var uddannet journalist fra Danmarks Journalisthøjskole i 1990, og blev i 1991 ansat i Mellemfolkeligt Samvirke i Botswana, hvor hun bl.a. arbejdede med kvindeprojekter og kvinders rettigheder, og hun sad i bestyrelsen hos Ditshwanelo, The Botswana Centre for Human rights. I denne NGO startede hun Human Rights Education Unit. 
Hun var fra 2000-2005 landechef for Mellemfolkeligt Samvirke i Kenya, men blev sammen med to danske u-landsfrivillige udvist af Kenya på grund af MS’ støtte til jordrettighedsorganisationer.  
Kort efter blev hun country director for Norwegian Refugee Councils  store program i Sudan og efter det chef for programmet i Uganda.  Hun havde chefposter i NRC fra 2005-2010. Jobbet som hvid kvindelig  landechef i Sudan med store opgaver i det plagede Darfur og med uundgåelige konflikter med regeringen var ekstremt udfordrende.[kilde mangler]
I 2011 blev hun efter det arabiske forår i Nordafrika ansat hos International Media Support (IMS), hvor hun påtog sig den svære opgave at opbygge et medieprogram for en fri presse i Tunesien efter oprøret. I Tunesien blev hun syg, og det viste sig at være cancer. Hun afgik ved døden kort tid efter sin 49 års fødselsdag i 2015.
Hun har besat en række hverv og tillidsposter, herunder været næstforkvinde for Mellemfolkeligt Samvirke.  
Medforfatter til bogen Luk op! Luk verden ind : MS 1944-1994, udgivet i anledning af Mellemfolkeligt Samvirkes 50 års jubilæum i 1994. Blandt medforfattere er Knud Vilby og Ritt Bjerregaard.